# Carduus dubius
Carduus dubius là một loài thực vật có hoa trong họ Cúc. Loài này được Balb. mô tả khoa học đầu tiên năm 1813.